# Lentes polarizadas
Lentes polarizadas são aquelas que recebem tratamentos de polarização que bloqueiam a passagem de radiação solar, protegendo os olhos. São muito utilizadas em óculos de sol. 

## O que é e como ocorre a polarização?
Polarização é o ato de canalizar os raios de luz, que se espalham de maneira difusa no ambiente, de modo a bloquear sua incidência em determinada direção, o que evita a sensação de ofuscamento. Pode acontecer com o auxílio de filtros polarizadores, mas no caso das lentes o responsável é um filme polarizador feito com hidrocarbonetos e acetato de polivinila (PVA) que é aplicado em superfícies como o vidro.   
O filme é produzido de maneira que suas moléculas se realinhem bloqueando os raios solares incidentes na horizontal, permitindo a passagem apenas dos raios verticais. No caso das lentes, algumas fabricantes desenvolveram modos próprios para polarizá-las.  

## Funcionamento e benefícios
As lentes polarizadas reduzem o excesso de luz que atinge os olhos, causando ofuscamento, cansaço visual e dores de cabeça. Além disso, elas protegem os olhos dos raios UVA e UVB, que poderá causar doenças a longo prazo como catarata, pterígeo e fotoceratite. 

## Possibilidades de aplicação
A polarização ocorre pela aplicação dos filtros polarizadores, não apenas pela cor da lente, por isso fabricantes oferecem esses serviços nas mais diversas lentes, que podem ser coloridas em diversos tons. O revestimento também se adapta perfeitamente em lentes orgânicas tanto quanto em lentes minerais.

## Quando usar
Lentes polarizadas podem ser utilizadas comumente no dia a dia, pois protegem os olhos dos raios UVA e UVB, evitando doenças, mas são recomendadas mais fortemente em situações em que haja excesso de luminosidade ou reflexos, como em praias, superfícies cobertas por neve e lagos ou outras fontes de água. 
Elas são indicadas também para motoristas, pois ao bloquearem os raios que refletem na pista, impedem o ofuscamento do condutor, tornando a viagem mais segura.